# Nannì (Una gita a li castelli)/Le signorine da marito
Nannì (Una gita a li castelli)/Le signorine da marito è un singolo della cantante italiana Nilla Pizzi pubblicato nel 1969 dalla casa discografica Equipe.

## Descrizione
Entrambi i brani fanno parte del 33giri Le canzoni degli anni 20.

## Tracce
1. Nanní (Na gita a li castelli)
2. Le signorine da marito